# Filip Ciepły
Filip Ciepły (ur. 2 grudnia 1977 w Tarnowie) – polski prawnik, doktor habilitowany nauk prawnych, profesor Katolickiego Uniwersytetu Lubelskiego Jana Pawła II, specjalista w zakresie prawa karnego.

## Życiorys
W 2001 ukończył studia prawnicze na Wydziale Prawa, Prawa Kanonicznego i Administracji Katolickiego Uniwersytetu Lubelskiego Jana Pawła II. W 2006 został asystentem w Instytucie Prawa Wydziału Zamiejscowego Prawa i Nauk o Społeczeństwie KUL w Stalowej Woli. Na podstawie napisanej pod kierunkiem Alicji Grześkowiak rozprawy pt. Chrześcijańska wizja kary kryminalnej a współczesne poglądy na karę uzyskał w 2008 na Wydziale Prawa, Prawa Kanonicznego i Administracji KUL stopień naukowy doktora nauk prawnych, zaś w czerwcu 2018 na podstawie dorobku naukowego oraz rozprawy pt. Sprawiedliwościowa racjonalizacja wymiaru kary kryminalnej wobec współczesnych tendencji polityki karnej w Polsce otrzymał tam stopień doktora habilitowanego nauk prawnych w zakresie prawa.
W 2008 został adiunktem na Wydziale Zamiejscowym Prawa i Nauk o Społeczeństwie KUL w Stalowej Woli. Od 2018 na Wydziale Prawa, Prawa Kanonicznego i Administracji KUL.
Współpracuje z Instytutem na rzecz Kultury Prawnej Ordo Iuris.
W 2018 w trakcie kryzysu wokół Sądu Najwyższego w Polsce zgłosił swoją kandydaturę na sędziego Sądu Najwyższego. Krajowa Rada Sądownictwa 23 sierpnia 2018 odrzuciła jego kandydaturę.
Z dniem 1 października 2019 roku został tymczasowo pełnomocnikiem rektora KUL ds. Wydziału Nauk Inżynieryjno-Technicznych w Stalowej Woli, zastępując byłego dziekana Wydziału Zamiejscowego Prawa i Nauk o Społeczeństwie KUL, profesora Andrzeja Kuczumowa. Uzyskał awans na stanowisko profesora uczelni 1 października 2020.
W latach 2021–2023 członek Rady Naukowej Instytutu De Republica. Od roku akademickiego 2024/2025 pełni funkcję prodziekana ds. studenckich Wydziału Prawa, Prawa Kanonicznego i Administracji KUL.